# Обвязка (упаковка)

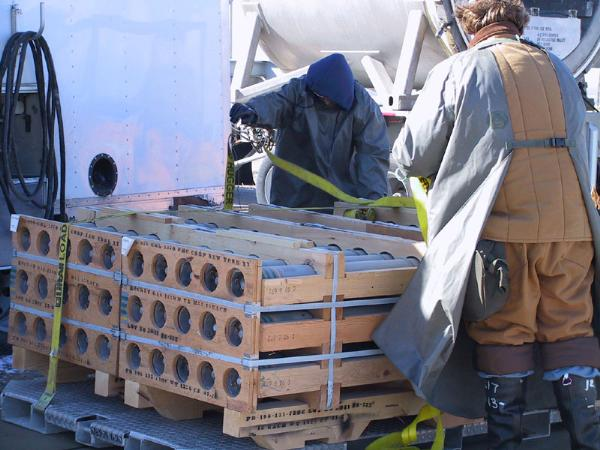
Химическое оружие на поддонах, обвязанное упаковочной лентой

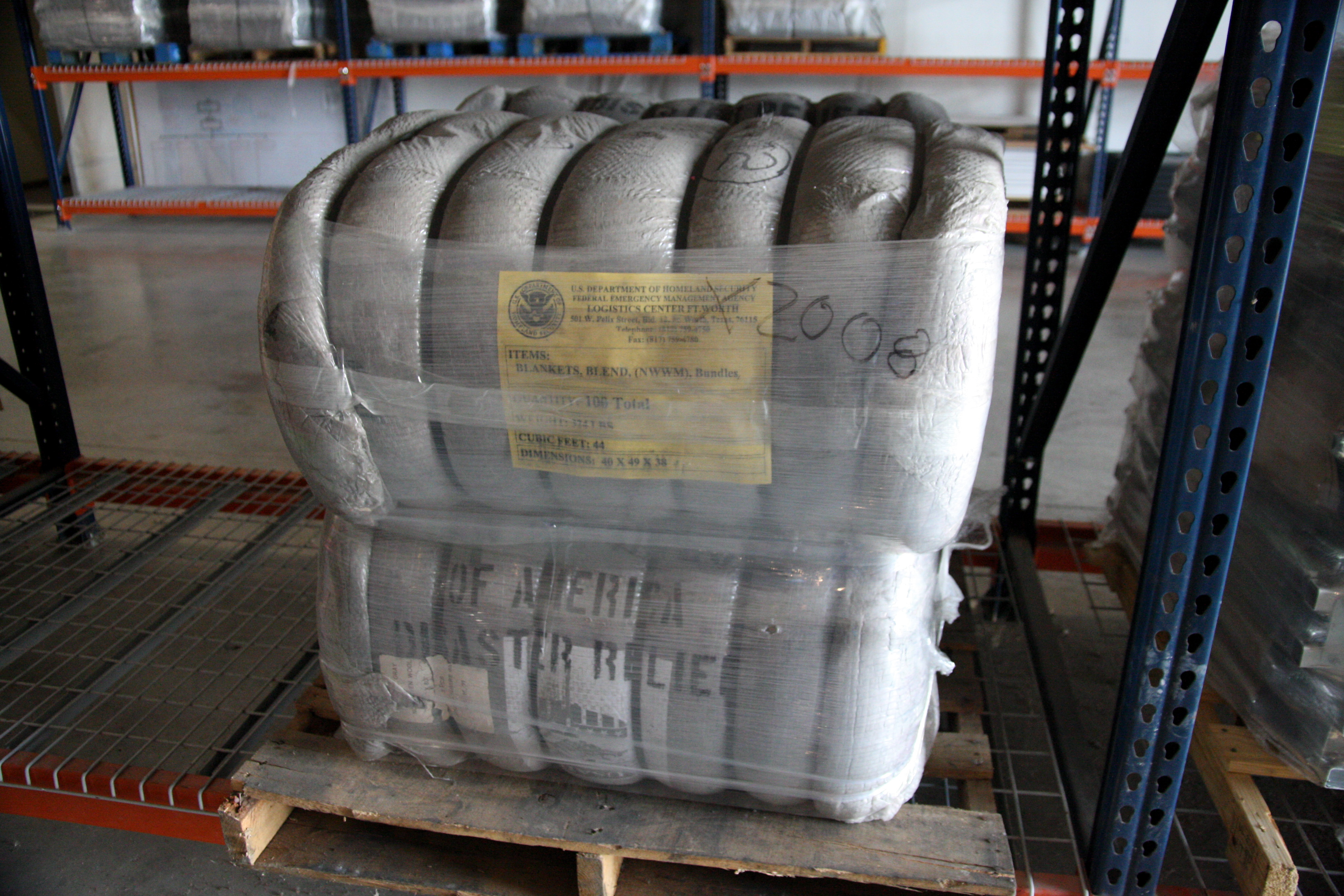
Мешки с сыпучим грузом на поддоне обвязаны стретч-плёнкой

Обвязка — один из этапов упаковки предметов, заключающийся в их укомплектовании кипами, закреплении и связывании упаковочной лентой или плёнкой для сохранения формы и конструкции во время складирования, хранения и транспортировки.

## Упаковочная лента
Упаковочная лента представляет собой плоский отрез материала из металла или пластика.

### Стальная
Первой для обвязки стала использоваться стальная лента. Нормы данного способа обвязки регулируются по ГОСТ 21214-75.
Наиболее распространено применение стальной холоднокатаной низкоуглеродистой ленты.
Лента подразделяется:
а) по состоянию материала на: мягкую — М, полунагартованную — ПН и нагартованную — Н;
б) по точности изготовления: нормальной точности по толщине и ширине, повышенной точности по толщине — Т и повышенной точности по ширине — Ш.
Размеры ленты (толщина, ширина) и предельные отклонения по ним должны соответствовать указанным в ГОСТ 3560-73.
Отличительные черты:
- высокая прочность (300—750 Н/мм.кв.),
- низкая эластичность,
- устойчивость к высоким температурам,
- высокая гарантия сохранности упаковываемых предметов.

Покрытие стальной ленты осуществляется краской, лаком или цинком. Для лучшего проскальзывания при затягивании и увеличения срока эксплуатации материала в покрытие добавляют воск.
Сфера применения — крупногабаритные и тяжелые грузы из различных областей промышленности:
- металлургии
- деревообработки
- машиностроения
- строительной индустрии

### Полипропиленовая
Полипропиленовая упаковочная лента (также называется «стреппинг-лента» от англ. strap — обвязывать, обхватывать) является экономичной альтернативой стальным аналогам. Характеристики и утилизация регулируются по европейскому стандарту DIN EN 13394-2001 «Упаковка. Технические условия на неметаллическую ленту для обвязки».
Преимущества:
- вес в 4 раза ниже стальных лент
- не подвергается коррозии
- полностью поддается переработке
- меньше вероятность нанести повреждения при транспортировке
- меньше вероятность травм при работе с лентой

Недостатки:
- необратимое удлинение при постоянном чрезмерном давлении
- подверженность разрушительному влиянию высоких температур и УФ-лучей

Сфера применения — грузы весом до 200 кг:
- полиграфия
- пищевая промышленность
- легкая промышленность
- деревообрабатывающая промышленность Производители в РФ: Волга Полимер, Авалон С, Вирпак.

### Полиэстеровая
Полиэстеровая лента — ещё одна альтернатива стальным упаковочным лентам. Сейчас[когда?] ёмкость рынка полиэстеровых лент РФ составляет примерно 1200 тонн в год.
Прочность 450—600 Н/мм.кв. Характеристики и утилизация регулируется по европейскому стандарту «Упаковка. Технические условия на неметаллическую ленту для обвязки».
Преимущества:
- снижение затрат на упаковку до 20 % по сравнению со стальными лентами.
- высокая эластичность
- высокое относительное удлинение
- устойчивость к температурам от −30°С до +90°С.
- большой коэффициент упругости
- вес в 4 раза ниже стальных лент
- не подвергается коррозии
- полностью поддается переработке
- меньше вероятность нанести повреждения при транспортировке
- меньше вероятность травм при работе с лентой

Сфера применения — грузы из практически всех областей промышленности:
- металлургия
- деревообработка
- машиностроение
- строительная индустрия

## Крепление упаковочных лент
Существует два основных типа крепления упаковочных лент: замковый и беззамковый.

### Замковое крепление
- С использованием пластиковой или металлической пряжки. Концы ленты продеваются в петли пряжки, затягиваются и обматываются.

Такой способ крепления подходит для грузов небольшого веса и пластиковых упаковочных лент. Кроме того, пряжки — наиболее экономичный вариант.
- Второй способ — крепление с использованием скобы. Скоба надевается на место наслоения концов ленты и обжимается. Различается также и тип обжима:
  - Загиб «ушек». По краям скобы делают небольшие прорези и получившиеся «ушки» загибаются через одного вниз или вверх. Таким образом создается механический блок. Обжим используется с лентами, обработанными воском, при упаковке и пакетировании.
  - Продавливание. В данном случае продавливаются участки скобы по краям ленты. Деформация материала создает прочное крепление за счет силы трения и механического блока. Ленты соединенные подобным образом целесообразно использовать при наземной транспортировке, когда груз подвергается тряске и другим механическим воздействиям.

### Беззамковое крепление
- Беззамковое соединение может быть создано за счет просечек, когда замок образуется путём вырубки. Просечное крепление применяется для стальных лент. Этот способ не так надежен, поскольку при смещении ленты замок может раскрыться.
- Пластиковые ленты соединяются в результате термической спайки.
  - Точечная сварка, один из способов, подразумевает нагрев и зажим концов ленты для создания плотной спайки.
  - Сварка трением заключается в создании нагрева за счет частого перемещения одного из концов лент.

## Оборудование
Для обвязки пачек упаковочной лентой применяются различные виды оборудования: ручные, полуавтоматические и автоматические машины, а также обвязочные автоматы промышленного масштаба.
Весь процесс обвязки состоит из трех этапов: подача ленты вокруг пачки, натяжение ленты и скрепление её концов.
- Ручной механический инструмент, натяжители и пломбираторы, подразумевает выполнение всех этих действий вручную, что приемлемо при небольших объёмах работы. Это относительно недорогое и простое в использовании оборудование
- Ручной электрический инструмент совершает натяжение ленты и её крепление без вмешательства человека. Оператору необходимо поместить концы ленты в специальные отверстия, остальные этапы совершаются автоматически. Не теряя простоты в эксплуатации, ручной электрический инструмент позволяет выполнять работу быстрее.
- Полуавтоматические машины снабжены рабочим столом и обладают большей производительностью. Аппарат отматывает ленту заданной длины, оператор оборачивает её вокруг пачки или пакета и вставляет конец в специальное отверстие. Далее срабатывает устройство автоматического натяжения, спайки концов лент и её отрезания.
- Автоматические стреппинг-машины отличаются тем, что у неё имеется арка, по которой лента автоматически перекидывается через пачку. То есть процесс подачи ленты также происходит без вовлечения в работу оператора.
- Обвязочные автоматы промышленного масштаба применяются на производствах для безостановочной обработки больших объёмов продукции. Эти аппараты возможно встроить в конвейерную линию, отрегулировать под конкретный тип груза и укомплектовать дополнительными модулями.